# Abderrahmane ben Hicham
Pour les articles homonymes, voir Abd al-Rahmān.
Moulay Abderrahmane ben Hicham (en arabe : مولاي عبد الرحمان), né le 19 février 1778 à Fès et mort à Meknès le 28 août 1859, est un sultan alaouite du Maroc, qui a régné du 30 novembre 1822 à 28 août 1859. Il est le fils du sultan Hicham ben Mohammed.

## Biographie
Vingt-quatrième descendant de la dynastie alaouite et neveu du précédent sultan, Moulay Slimane, son règne est marqué par une période de paix et par des conflits, en particulier avec la France.
Pour ouvrir son pays au commerce européen, Abderrahmane ben Hicham signe des traités commerciaux avec le Portugal (1823), l'Angleterre (1824), la Sardaigne (1825) et la France (1825).
La politique traditionnelle du Maroc d'encourager la piraterie afin d'enrichir les caisses du royaume se heurte à la réaction européenne. Les Anglais bloquent Tanger et les Autrichiens bombardent Asilah, Larache et Tétouan.
En soutenant la cause algérienne contre la présence française en Algérie et leur chef Abd el-Kader, le sultan se voit attaqué par les troupes françaises à Isly (14 août 1844) et défait, obligé de signer le traité de Tanger (10 septembre 1844).

## Notoriété

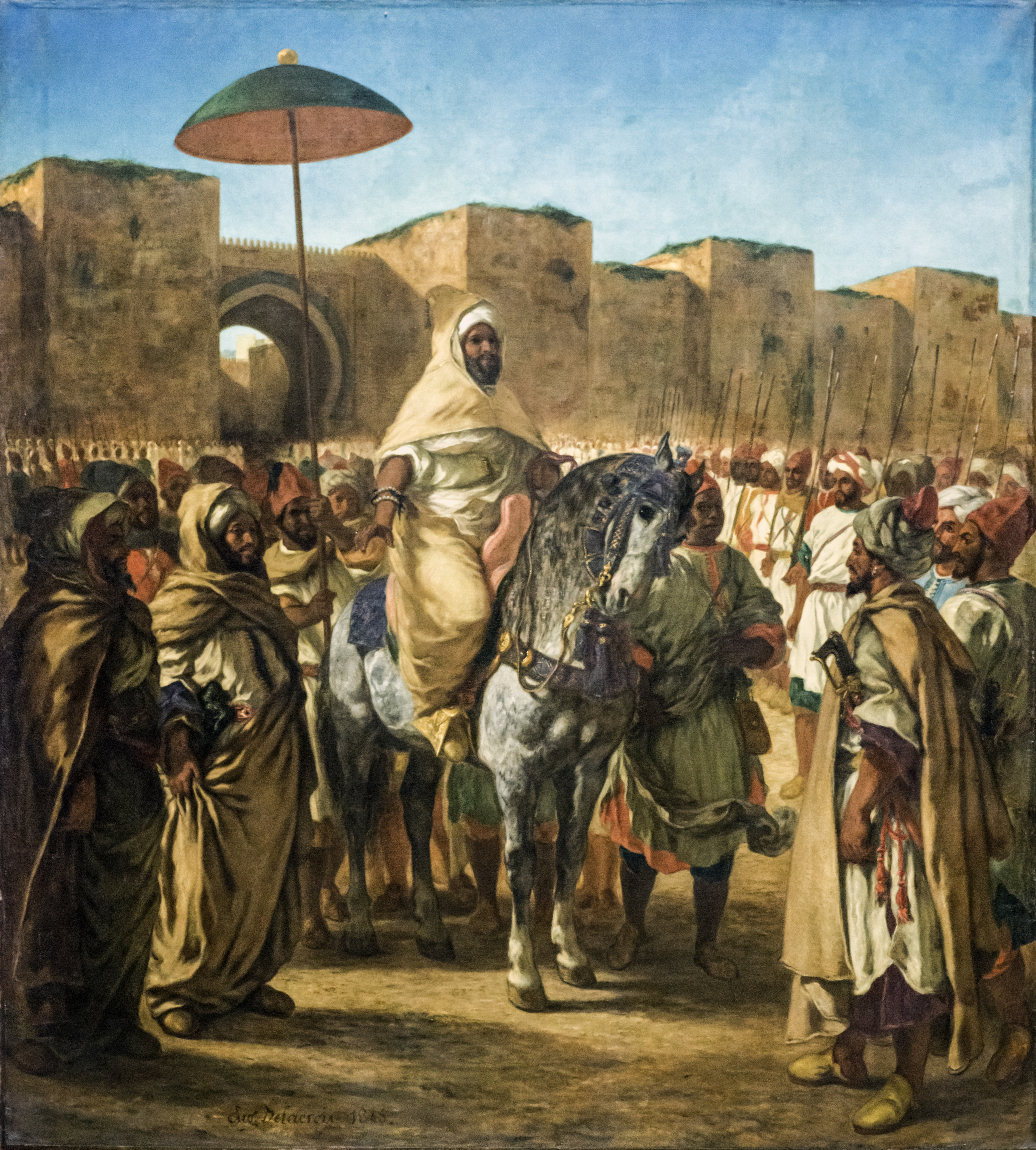
Le sultan Moulay Abderrahmane, par Eugène Delacroix (1845).

L'ambassadeur de France le comte de Mornay est investi par le roi Louis Philippe Ier d'une mission diplomatique au Maroc en 1832 auprès du sultan Moulay Abderrahmane pour obtenir la neutralité du Maroc dans les affaires algériennes. Il est accompagné par un dessinateur Eugène Delacroix qui immortalisera plus tard en 1845 l'accueil du sultan lors de la signature de l'accord entre les deux pays. 